# Brachythecium turgidum
Brachythecium turgidum là một loài rêu trong họ Brachytheciaceae. Loài này được Hartm. Kindb. mô tả khoa học đầu tiên năm 1888.